# Куп Југославије у фудбалу 1981/82.
Куп Југославије у фудбалу у сезони 1981/82. је тридесетчетврто такмичење за Пехар Маршала Тита. У завршницу такмичења су се квалификовала 32  клуба из СФРЈ.
Победник Купа је постала Црвена звезда, по десети пут у историји. Одиграна су два финална меча, Црвена звезда је победила укупним резултатом 6:4. Први меч у Загребу на Динамовом стадиону Максимир је завршен нерешено 2:2. Други меч је игран на стадиону Црвене звезде, а Звезда је победила 4:2.

## Шеснаестина финала
| Утак. | Клуб                | Резултат      | Клуб                |
| ----- | ------------------- | ------------- | ------------------- |
| 1     | Борац Бања Лука     | 0–1           | Црвена звезда       |
| 2     | Будућност Титоград  | 5–0           | Кроација Цирих      |
| 3     | Динамо Винковци     | 0–3           | Слобода Тузла       |
| 4     | Сарајево            | 5–0           | Пролетер Зрењанин   |
| 5     | Истра               | 1–3           | Војводина           |
| 6     | Марибор             | 0–0 (6–5 п)   | Вардар              |
| 7     | Могрен              | 0–0 (12–11 п) | Вележ Мостар        |
| 8     | Напредак Крушевац   | 1–1 (7–6 п)   | Жељезничар Сарајево |
| 9     | Ријека              | 2–0           | Приштина            |
| 10    | Загреб              | 0–1           | Рад                 |
| 11    | Нови Сад            | 1–1 (5–6 п)   | Хајдук Сплит        |
| 12    | Партизан            | 0–2           | Галеника            |
| 13    | Раднички Крагујевац | 1–1 (6–4 п)   | ОФК Београд         |
| 14    | Рудар Какањ         | 1–1 (2–5 п)   | Олимпија Љубљана    |
| 15    | Сегеста             | 0–4           | Динамо Загреб       |
| 16    | Слога Добој         | 1–1 (5–3 п)   | Раднички Ниш        |

## Осмина финала
| Утак. | Клуб             | Резултат    | Клуб                |
| ----- | ---------------- | ----------- | ------------------- |
| 1     | Црвена звезда    | 2–0         | Сарајево            |
| 2     | Динамо Загреб    | 2–0         | Слога Добој         |
| 3     | Галеника         | 2–1         | Марибор             |
| 4     | Хајдук Сплит     | 3–1         | Напредак Крушевац   |
| 5     | Олимпија Љубљана | 4–0         | Ријека              |
| 6     | Рад              | 0–0 (4–2 п) | Могрен              |
| 7     | Слобода Тузла    | 1–1 (6–4 п) | Раднички Крагујевац |
| 8     | Војводина        | 0–1         | Будућност Титоград  |

## Четвртфинале
| Утак. | Клуб          | Резултат    | Клуб               |
| ----- | ------------- | ----------- | ------------------ |
| 1     | Црвена звезда | 3–0         | Олимпија Љубљана   |
| 2     | Галеника      | 2–1         | Хајдук Сплит       |
| 3     | Рад           | 0–2         | Динамо Загреб      |
| 4     | Слобода Тузла | 0–0 (4–2 п) | Будућност Титоград |

## Полуфинале
| Утак. | Клуб          | Резултат | Клуб          |
| ----- | ------------- | -------- | ------------- |
| 1     | Црвена звезда | 4–1      | Галеника      |
| 2     | Динамо Загреб | 2–0      | Слобода Тузла |

## Финале

### Прва утакмица
| Клуб                                      | Резултат | Клуб |
| ----------------------------------------- | --- | --- |
| Динамо Загреб                             | 2 - 2 | Црвена звезда |
| Датум                                     | 16. мај, 1982. | 16. мај, 1982. |
| Стадион                                   | Стадион Максимир, Загреб | Стадион Максимир, Загреб |
| Гледалаца                                 | 50.000 | 50.000 |
| Судија                                    | Едвард Шоштарич, Марибор | Едвард Шоштарич, Марибор |
| Динамо Загреб (тренер: Мирослав Блажевић) | Маријан Влак (' Томислав Ивковић), Петар Бручић, Звјездан Цветковић, Исмет Хаџић (' Џемал Мустеданагић), Велимир Зајец, Драган Бошњак, Еди Крнчевић, Сњешко Церин, Златко Крањчар, Марко Млинарић, Стјепан Деверић                | Маријан Влак (' Томислав Ивковић), Петар Бручић, Звјездан Цветковић, Исмет Хаџић (' Џемал Мустеданагић), Велимир Зајец, Драган Бошњак, Еди Крнчевић, Сњешко Церин, Златко Крањчар, Марко Млинарић, Стјепан Деверић                |
| Црвена звезда (тренер: Бранко Станковић)  | Драган Симеуновић (' Александар Стојановић), Златко Kpмпотић, Зоран Малишевић, Бошко Ђуровски, Здравко Боровница, Иван Јуришић (' Љубиша Рајковић), Владимир Петровић, Милош Шестић, Ранко Ђоpђић, Милан Јанковић, Милко Ђуровски | Драган Симеуновић (' Александар Стојановић), Златко Kpмпотић, Зоран Малишевић, Бошко Ђуровски, Здравко Боровница, Иван Јуришић (' Љубиша Рајковић), Владимир Петровић, Милош Шестић, Ранко Ђоpђић, Милан Јанковић, Милко Ђуровски |
| Стрелци                                   | 0-1 Шестић 15', 1-1 Мустеданагић 49', 2-1 Церин 59', 2-2 Владимир Петровић 84' (пен) | 0-1 Шестић 15', 1-1 Мустеданагић 49', 2-1 Церин 59', 2-2 Владимир Петровић 84' (пен) |

### Друга утакмица
| Клуб                                      | Резултат | Клуб |
| ----------------------------------------- | --- | --- |
| Црвена звезда                             | 4 - 2 | Динамо Загреб |
| Датум                                     | 23. мај, 1982. | 23. мај, 1982. |
| Стадион                                   | Стадион Црвене звезде, Београд | Стадион Црвене звезде, Београд |
| Гледалаца                                 | 60.000 | 60.000 |
| Судија                                    | Дамир Матовиновић, Ријека | Дамир Матовиновић, Ријека |
| Црвена звезда (тренер: Бранко Станковић)  | Александар Стојановић, Златко Крмпотић, Зоран Малишевић, Бошко Ђуровски, Здравко Боровница, Милан Јанковић, Владимир Петровић, Милош Шестић, Душан Савић, Рајко Јањанин (61' Сребренко Репчић), Милко Ђуровски (46' Ранко Ђоpђић) | Александар Стојановић, Златко Крмпотић, Зоран Малишевић, Бошко Ђуровски, Здравко Боровница, Милан Јанковић, Владимир Петровић, Милош Шестић, Душан Савић, Рајко Јањанин (61' Сребренко Репчић), Милко Ђуровски (46' Ранко Ђоpђић) |
| Динамо Загреб (тренер: Мирослав Блажевић) | Томислав Ивковић, Емил Драгичевић, Звјездан Цветковић, Драган Бошњак, Велимир Зајец, Срећко Богдан, Еди Крнчевић, Сњешко Церин, Златко Крањчар (80' Жељко Хохњец), Марко Млинарић, Зоран Панић (85' Драго Думбовић)               | Томислав Ивковић, Емил Драгичевић, Звјездан Цветковић, Драган Бошњак, Велимир Зајец, Срећко Богдан, Еди Крнчевић, Сњешко Церин, Златко Крањчар (80' Жељко Хохњец), Марко Млинарић, Зоран Панић (85' Драго Думбовић)               |
| Стрелци                                   | 1-0 Савић 31', 1-1 Крањчар 41', 1-2 Церин 45', 2-2 Ђоpђић 66', 3-2 Шестић 73', 4-2 Савић 87' | 1-0 Савић 31', 1-1 Крањчар 41', 1-2 Церин 45', 2-2 Ђоpђић 66', 3-2 Шестић 73', 4-2 Савић 87' |

| Победник Купа Југославије у фудбалу 1981/82. |
| -------------------------------------------- |
| Црвена звезда 10. титула.                    |